# Virginia Water
Virginia Water è una cittadina del borough di Runnymede, nella contea del Surrey, in Inghilterra. Prende il nome dal lago del vicino Windsor Great Park.

## Geografia fisica
Si trova in un territorio pianeggiante a circa 22 km ad est dal confine della Greater London.

## Economia

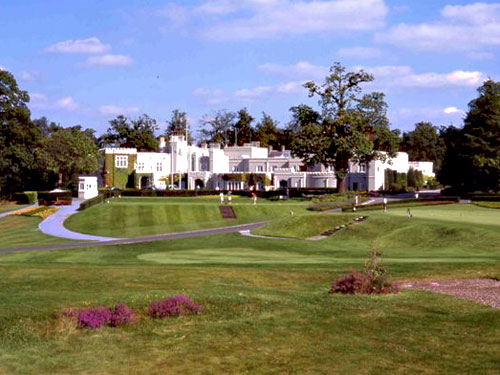
Campo di golf del Wentworth Club

Secondo una stima del 2015, è la città del Regno Unito dove le case costano di più dopo alcuni borough di Londra, con un prezzo medio che supera il milione di sterline. La maggior parte delle case sono nel lussuoso Wentworth Estate, al cui interno si trova il Wentworth Club, che ospita 4 campi da golf. La prima Ryder Cup fu disputata al Wentworth Club, dove c'è la sede del PGA European Tour.

## Infrastrutture e trasporti
La stazione ferroviaria di Virginia Water dispone di quattro binari e di collegamenti con le stazioni di London Waterloo, Weybridge, Twickenham, Staines-upon-Thames, Clapham Junction, Vauxhall, Reading ecc.
È situata nelle vicinanze delle autostrade M25, M4 ed M3 e dell'aeroporto di Heathrow, che si trova 11 km a nord-est di Virginia Water.